# Mizuno Katsushige
Pour les articles homonymes, voir Mizuno (homonymie).
Mizuno Katsushige est un nom japonais traditionnel ; le nom de famille (ou le nom d'école), Mizuno, précède donc le prénom (ou le nom d'artiste).
Mizuno Katsushige (水野 勝成, 30 septembre 1564-4 mai 1651) est un samouraï et daimyo de la fin de l'époque Sengoku et du début de l'époque d'Edo de l'histoire du Japon.

## Daimyo
Fils de Mizuno Tadashige, dans sa jeunesse il est au service de Sassa Narimasa pour lequel il participe à la campagne de Kyūshū de Toyotomi Hideyoshi en 1587, avec Katō Kiyomasa et Konishi Yukinaga.
Il est un des chefs des forces Tokugawa (« armée de l'Est ») au siège d'Osaka.
En 1615, le shogunat déplace son fief du domaine de Kariya dans la province de Mikawa au domaine de Kōriyama dans la province de Yamato (60 000 koku) ; puis en 1619, son fief est transféré au domaine de Fukuyama dans la province de Bingo (100 000 koku).
En 1638, il se trouve à la tête de forces de l'armée du shogunat qui réprime la rébellion de Shimabara dans le Kyūshū.
La lignée de ses descendants directs s'interrompt en 1698.

## Source de la traduction
- (en) Cet article est partiellement ou en totalité issu de l’article de Wikipédia en anglais intitulé « Mizuno Katsushige » (voir la liste des auteurs).